# Pidsmerekî, Peremîșleanî
Pidsmerekî (în ucraineană Підсмереки) este un sat în comuna Dunaiiv din raionul Peremîșleanî, regiunea Liov, Ucraina.

## Demografie
Componența lingvistică a localității Pidsmerekî
     Ucraineană (100%)
Conform recensământului din 2001, toată populația localității Pidsmerekî era vorbitoare de ucraineană (100%).